# Wilhelm Fredric Dalman
Pour les articles homonymes, voir Dalman.
Wilhelm Fredric Dalman, né le 26 août 1801 à Fledingstorp (comté de Kalmar) et mort le 1er février 1881 à Stockholm, est un publiciste et homme politique suédois.

## Biographie
Wilhelm Fredric Dalman naît le 26 août 1801 à Fledingstorp (comté de Kalmar). Il est employé à la chancellerie (1821-1866) en même temps qu'avocat et publiciste. Comme membre actif de la Chambre des nobles, il en donne aux journaux le compte rendu six ans avant qu'une loi n'en autorise la publication.
Parmi les nombreuses feuilles auxquelles il est attaché, il faut citer le Dagligt Allehanda (sv) qu'il dirige de 1833 à 1847. Outre beaucoup de brochures, il publie à part de curieuses Notices sur les diètes de 1809 à 1866 (Stockholm, 1874-79).
Il meurt le 1er février 1881 à Stockholm.